# The Bard’s Tale (1985)
The Bard’s Tale (Tales of the Unknown: Volume I) — фэнтезийная компьютерная ролевая игра, разработанная Interplay Productions и впервые изданная Electronic Arts в 1985 году для Apple II. Дизайнером и программистом игры был Майкл Крэнфорд.
Игра была портирована на большое число других платформ, включая Commodore 64, Apple IIgs, ZX Spectrum, Amstrad CPC, Commodore Amiga, Atari ST, MS-DOS, Apple Macintosh и NES.
Игра частично использует традиционный игровой процесс Dungeons and Dragons и была вдохновлена серией игр Wizardry. The Bard’s Tale примечательна высококачественной (на момент выхода) трёхмерной графикой и анимированными портретами персонажей. Кроме того, инновацию для жанра представлял бард как игровой персонаж, накладывающий заклятья, напевая мелодии.

## Игровой процесс
Игровой процесс сводится к последовательной «зачистке подземелий». Целью игры является получение очков опыта и улучшение навыков, которое в основном происходит в ходе случайных боёв со врагами и монстрами. Игрок исследует лабиринты подземелий, иногда решая загадки и головоломки, а также находя и покупая новые оружие и броню.
Бой является пошаговым и не показывается графически. Вместо этого используется текстовое описание. Деньги и очки опыта, полученные за победу, распределяются между выжившими членами команды поровну.

## Восприятие
Игра была рассмотрена в 116 номере журнала Dragon в 1986 году обозревателями Хартли и Патти Лессер в колонке «The Role of Computers». Обозреватели хорошо оценили игру и рекомендовали включить её в свою компьютерную библиотеку. Повторный обзор был опубликован в 120 номере Dragon. В ещё одном обзоре игре был присвоен рейтинг 5 из 5 звёзд.
Версия для ZX Spectrum, выпущенная в 1988 году была воспринята благосклонно. В журнале Crash было указано, что игровое окружение настолько сложно и включает столько разных факторов, что крайне трудно не оказаться полностью погружённым в своё задание, и присвоил игре рейтинг 86 %. Sinclair User присвоил игре рейтинг 89 %, но уточнил, что игра может не понравиться обычному игроку. Журнал Your Sinclair также оценил игру положительно, присвоив ей рейтинг 9/10.
Версии для Commodore 64 журналом ZZAP! 64 в рождественском специальном выпуске 1986 года была присвоена награда 'Sizzler' и рейтинг 94 %. Обозреватель Шон Мастерсон назвал игру лучшей RPG для Commodore.

## Продолжения
Для игры было выпущено три официальных продолжения:
- The Bard's Tale II: The Destiny Knight
- The Bard's Tale III: Thief of Fate
- The Bard's Tale Construction Set

Сборник, включавший все три игры The Bard’s Tale под названием The Bard’s Tale Trilogy, был выпущен Electronic Arts для DOS в 1990 году. В 2018 году компания inXile Entertainment, выкупившая права на оригинальные игры, выпустила ремастер под названием The Bard’s Tale Trilogy (куда вошли все игры оригинальной трилогии) для Windows, macOS и Xbox One.
В 2004 году InXile Entertainment была выпущена игра The Bard’s Tale, являющаяся «перезагрузкой» игровой серии. Вместе с игрой поставлялась оригинальная трилогия.

## Новеллизация
Издательством Baen Books в 1990-х была выпущена серия книг, основанная на The Bard’s Tale. Хотя книги следуют общему духу игр, сюжетные линии игры и книг имеют мало общего. Серия включает следующие книги:
1. Castle of Deception, авторы Mercedes Lackey и Josepha Sherman (1992, ISBN 0-671-72125-9)
2. Fortress of Frost and Fire, авторы Mercedes Lackey и Ru Emerson (1993, ISBN 0-671-72162-3)
3. Prison of Souls, авторы Mercedes Lackey и Mark Shepherd (1994, ISBN 0-671-72193-3)
4. The Chaos Gate,автор Josepha Sherman (1994, ISBN 0-671-87597-3)
5. Thunder of the Captains, авторы Holly Lisle и Aaron Allston (1996, ISBN 0-671-87731-3)
6. Wrath of the Princes, авторы Holly Lisle и Aaron Allston (1997, ISBN 0-671-87771-2)
7. Escape from Roksamur, автор Mark Shepherd (1997, ISBN 0-671-87797-6)
8. Curse of the Black Heron, автор Holly Lisle (1998, ISBN 0-671-87868-9)